# لیبرالیسم کمال‌گرا
لیبرالیسم کمال‌گرا یا کمال‌گرایی لیبرال، توسط چارلز لارمور (1987)، به‌عنوان خانواده‌ای از دیدگاه‌هایی تعریف شده‌است که اصول سیاسی را بر پایه «آرمان‌هایی که تصور ما از زندگی خوب را شکل می‌دهند» را بنا می‌کنند. جوزف راز نیز به رواج آرای لیبرالیسم کمال‌گرا کمک کرد. دیگر نظریه‌پردازان مهم معاصر کمال‌گرایی لیبرال جورج شر و استیون وال هستند. همچنین می‌توان در نوشته‌های لیبرال‌های اولیه مانند جان استوارت میل و تی.اچ گرین نیز رگه‌هایی از کمال‌گرایی لیبرالی را پیدا کرد.

## بررسی اجمالی
لیبرالیسم کمال‌گرا ترکیبی از دو ایده است: کمال‌گرایی و لیبرالیسم. آن‌چه لیبرالیسم کمال‌گرا را کمال‌گرا می‌کند پذیرش نظریه عینی زندگی خوب (یا رفاه انسان)، و این باور است که این وظیفه دولت است که زندگی خوب شهروندان خود را ارتقا بخشد، یا (اگر نظریه عدالت جهان‌وطنی درست باشد) برای ترویج زندگی خوب همه انسان‌ها بکوشد. از سویی، آن‌چه لیبرالیسم کمال‌گرا را لیبرال می‌کند این است که یا نظریه‌ای درباره زندگی خوب دارد که به خودمختاری اهمیت می‌دهد، یا نظریه‌ای درباره زندگی خوب دارد که حقوق لیبرال کلاسیک و یا اصل بی‌طرفی دولت می‌تواند از آن استفاده کند.
اغلب، کمال‌گرایی با قیم‌مآبی همراه است. بنابر این استدلال، اگر دولت بخواهد رفاه شهروندان خود را ارتقاء بخشد، باید با اقدامات شهروندانی که برای رفاه سایرین مفید نیستند، برخورد کند. اکثر لیبرال‌های کمال‌گرا سعی می‌کنند با نشان دادن این که اقدام دولت نقشی پدرانه است، اجتناب کنند، یعنی می‌کوشند نشان دهند که بهترین راه برای دولت جهت ارتقای رفاه شهروندانش این است که خود را مهار کرده و اختیاراتش را محدود کند، و اجازه دهد هر فردی آزادانه تلاش کند.
در میان فیلسوفان سیاسی، رایج است که لیبرال‌های کمال‌گرا اصول سیاسی را (که هدایت کنش سیاسی و طراحی نهادهای سیاسی را هدایت می‌کنند) از نظریه زندگی خوب استنباط می‌کنند. چیزی که اغلب مغفول می‌ماند این است که نظریه کنش سیاسی به‌تنهایی از نظریه زندگی خوب قابل استخراج نیست. بنابراین بسیار مهم است که کمال‌گرایان لیبرال نه تنها به نظریه زندگی خوب، بلکه به نظریه عدالت توزیعی نیز متعهد شوند. فایده گرایی، برابری گرایی، کفایت‌گرایی و اولویت‌گرایی موارد قابل قبولی از اصول توزیع هستند.
از نظر جوزف راز، در کانون لیبرالیسم کمال‌گرای او، خودمختاری و کثرت‌گرایی اخلاقی قرار دارند، و می‌توان این رویکرد را در مقابل لیبرالیسم سیاسی قرار داد. مارتا نوسبام (2011) اشاره می‌کند که  لارمور (1997) استدلال کرده است که «این دیدگاه‌ها شامل ایده‌آل‌های بحث‌برانگیز زندگی خوب یا دیدگاه‌هایی در مورد طبیعت نهایی خیر انسانی» است.
از نظر نوسبام، لیبرالیسم کمال‌گرا «نوعی از یک دسته از دیدگاه‌های لیبرال است که می‌توان آن‌ها را در مقابل لیبرالیسم‌های «سیاسی» یا «عمومی»، «لیبرالیسم‌های جامع» نامید. بنابراین همه لیبرالیسم‌های کمال‌گرا جامع هستند، در حالی که همه لیبرالیسم‌های جامع کمال‌گرا نیستند. یک مورد برجسته از نظریه لیبرال جامع و در عین حال غیرکمال‌گرا، لیبرترینیسم است، که بر اساس ایده‌آل مالکیت بر خود بنا شده‌است، تا تصوری از زندگی خوب را به‌دست دهد. از نظر نوسبام، «لیبرالیسم‌هایی که اصول سیاسی را بر اساس برخی آموزه‌های جامع درباره زندگی بشری استوار می‌کنند نه تنها حوزه سیاسی، بلکه به‌طور کلی حوزه رفتار انسانی را نیز در بر می‌گیرند».  علاوه بر این، آن‌ها از لیبرالیسم غیرجامع (یعنی عقل سیاسی یا عمومی) برای استقرار اصول سیاسی خود در نظریه خیر (زندگی) فاصله می‌گیرند، در حالی که این دومی موضعی ظاهراً «خنثی» اتخاذ می‌کند، که ظاهراً با همه انواع دیگر سازگار است.